# Планета Шекспіра
«Планета Шекспіра» (англ. Shakespeare's Planet) — науково-фантастичний роман Кліффорда Сімака, вперше опублікований 1976 року.

## Зміст
Картер Хортон і ще три члени екіпажу вирушають в міжзоряну місію, щоб знайти планету, придатну для життя людини. Під час польоту вони перебувають у анабіозі. Картер просинається після приземлення корабля і виявляє, що минуло близько 1000 років і він єдиний залишився живим через збій системи життєзабезпечення. Корабель контролюється розумами трьох добровольців: ченця, вченого та світської дами.
Корабель відмовляється повертатись на Землю, оскільки вважає це марним.
Картера і корабельного робота Никодима зустрічає єдина жива істота — інопланетянин Хижак, який стверджує, що потрапив на планету через міжпросторовий тунель. Він розповідає, що раніше нього через цей тунель на планету потрапила людина на ім’я Шекспір, котра вже померла через старість чи хворобу. Портал тунелю є заблокованим на вхід.
Пізніше через тунель прибуває волонтерка Елейн. Вона розповідає, що люди виявили на Землі аналогічний портал і вирішили покинути Землю через її екологічний стан. Оскільки принцип дії тунелю невідомий, то мандрували навмання. Організація Елейн набирала людей, які б мандрували без упину роблячи і залишаючи нотатки, щоб колись скласти карту тунелів. Біля всіх порталів вона зустрічає в зображеннях одну і ту саму расу істот, яких вважає творцями тунелів.
Картер і Елейн знаходять в селищі Шекспіра будинок з драконом у зупиненому часі та розумний ставок поряд селища.
Кожну добу, коли селище повернуте до певної зорі, в них стається сильне емоційне збудження.
Хижак просить їх полагодити портал, або забрати його на кораблі, оскільки він з раси воїнів, яка полює на чудовиськ заради слави і тут йому нічого робити.
Картер спілкується зі ставком і дізнається, що той теж є мандрівником, частиною живого океану, що покриває цілу планету, і океан періодично спілкується зі всіма мандрівниками.
Зненацька через портал прибувають декілька творців тунелів, щоб розбудити дракона.
І в цей же час з під поверхні з'являється страшенна потвора, але Хижак встигає вбити її.
Хижак помирає від ран, а дракон через невдале пробудження.
Творці тунелів відбувають, розблокувавши портал.
Елейн продовжує своє дослідження, а Картер виконує свою обіцянку повернути мандрівний ставок до його океану.

## Критика
«SF Book Reviews» написав, що в книзі бракує дії, і вона переповнена роздумами героїв, включаючи особистостей інтелекту космічного корабля.